# Ладзаро, Никола
Никола Ладзаро (итал. Nicola Lazzaro; 6 января 1842, Неаполь — 26 февраля 1919, Рим) — итальянский журналист и писатель. Брат Джузеппе Ладзаро.
Окончил иезуитский коллегиум, где интересовался преимущественно математикой. Участник Третьей войны за независимость. В 1867 г. дебютировал в печати в журнале «Италия» под руководством Франческо де Санктиса. В 1869—1890 гг. директор выходившей в Неаполе ежедневной газеты «Рим». С 1895 г. главный редактор «Официальной газеты Итальянского королевства».
Как журналист приобрёл особую известность сериями военных репортажей: в 1870 году — с короткой военной кампании по присоединению Папской области, в 1876 году с Сербско-турецкой войны — репортажи изданы отдельной книгой «Сербия в войне 1876 года» (итал. La Serbia durante la guerra del 1876; 1877), в 1882 г. — с Англо-египетской войны.
Напечатал также роман «Дневник одного молодого безумца» (итал. Il Giornale di un giovane pazzo; 1870) и сборник очерков «Неаполь. Прогулка по заливу» (итал. Napoli: a zonzo per il golfo; 1880).